# Eupithecia perillata
Eupithecia perillata là một loài bướm đêm trong họ Geometridae.